# Кастинг, Джеймс
Джеймс Кастинг (James F. Kasting; род. 2 января 1953, Скенектади, Нью-Йорк) — американский ученый-планетолог. Доктор философии (1979), Университетский профессор Университета штата Пенсильвания, где трудится с 1988 года, член НАН США (2018). Отмечен Stanley Miller Medal (2016) и Oparin Medal (2008).

## Биография
С раннего возраста увлекся космосом.
Изучал химию и физику в Гарварде (бакалавр химии и физики, 1975). Степень доктора философии в области атмосферных наук получил в Мичиганском университете — под руководством Thomas Michael Donahue, прежде также получил там же две магистерских степени, обе в 1978 году, по атмосферным наукам и по физике. Являлся постдоком в Национальном центре атмосферных исследований в Боулдере (попал туда по приглашению Джеймса Поллака). Затем провел семь лет в Исследовательском центре Эймса. С 1988 года ассоциированный профессор в Университете штата Пенсильвания, профессор с 1994 года, заслуженный профессор с 2003 года, в 2012 году стал именным Университетским профессором (Evan Pugh University Professor). Фелло Американского геофизического союза и Американской академии искусств и наук.
Женат, трое детей.
Опубликовал более 220 статей в рецензируемых журналах и является автором трех книг, включая «How to Find a Habitable Planet» (2010). Автор учебника «The Earth System» (в соавт. с Lee Kump).